# Buddleja japonica
Buddleja japonica là một loài thực vật có hoa trong họ Huyền sâm. Loài này được Hemsl. mô tả khoa học đầu tiên năm 1889.